# Tasciovanus

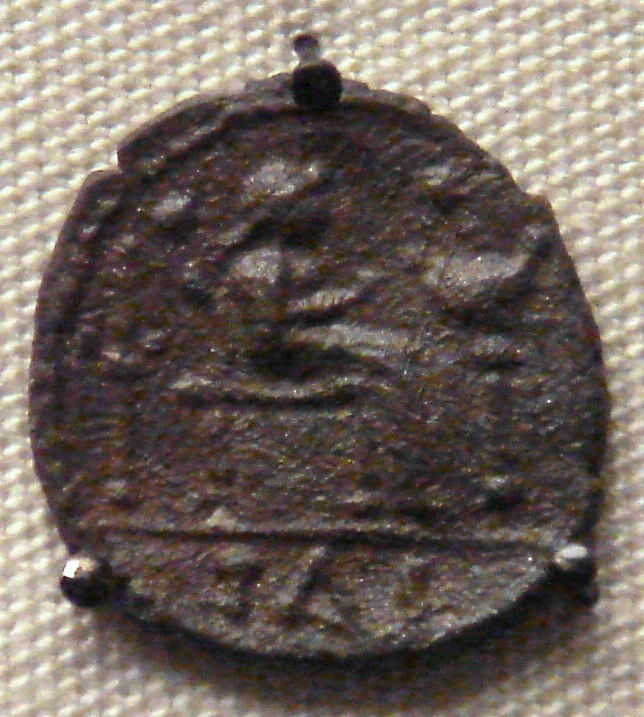
Münze des Tasciovanus

Tasciovanus war ein keltischer Fürst oder König, der von seinen Münzen bekannt ist. Er war wahrscheinlich Oberhaupt der Catuvellaunen. Seine Münzprägung setzt in etwa um 10 v. Chr. ein. Auf ihnen findet sich der Vermerk VIR, was darauf hinweist, dass sie in Verulamium geprägt wurden. Der Ort war demnach seine Hauptstadt. In Verulamium selbst kamen jedoch bisher keine seiner Münzen zu Tage. Die meisten stammen dagegen aus der Gegend von Braughing.